# Enzo Di Gianni
Pour les articles homonymes, voir Di Gianni.
Enzo Di Gianni, né Vincenzo Esposito le 26 juin 1908 à Naples dans la région de la Campanie et mort le 3 mars 1975 à Rome dans la région du Latium, est un réalisateur, un scénariste, un producteur, un poète et un compositeur italien.

## Biographie
Né à Naples en 1908, il publie en 1928 un recueil de poésie. Il s'oriente ensuite vers la musique et devient un auteur populaire de chansons napolitaines, dont une partie est chantée par sa femme, l'actrice et chanteuse italienne Eva Nova (it) qu'il épouse en 1941.
En 1948, il fait son entrée dans le monde du cinéma en participant à l'adaptation de sa chanson Monaca Santa. Guido Brignone réalise le film homonyme, Monaca santa, en 1949, avec Eva Nova dans le rôle principal. Il fait la rencontre de Fortunato Misiano, le directeur de la maison de production romaine Romana Film (it), qui l'embauche pour produire et réaliser, avec Giorgio Simonelli, la comédie Le due madonne avec un nouveau rôle principal pour sa femme.
Dans les années 1950, il travaille comme réalisateur, scénariste et producteur. Il signe des comédies musicales et des mélodrames, avant de changer de style et de réaliser des comédies populaires dans les années 1960. Au cours de sa carrière, il fonde les maisons de production Di Gianni Cinematografica et Eva Film pour sortir ces films sur le marché italien. Parmi ses réalisations connues, en 1965, il fait notamment tourner le duo comique Franco et Ciccio avec Carlo Giuffré et Mario Carotenuto dans la comédie La Violence du désir (Scandali nudi). En 1968, il tourne une dernière comédie, American Secret Service, avec la chanteuse Dalida et à nouveau le duo comique Franco et Ciccio et Mario Carotenuto.
Retiré de la profession, il décède quelques années plus tard à Rome à l'âge de 66 ans.

## Filmographie

### Comme réalisateur
- 1949 : Le due madonne (it) (avec Giorgio Simonelli)
- 1951 : Destino (it) (avec Domenico Gambino)
- 1952 : Repentir (it) (Pentimento)
- 1954 : La Madone des roses (it) (Madonna delle rose)
- 1955 : Milanesi a Napoli (it)
- 1956 : Prisonnière du destin (it) (Incatenata dal destino)
- 1963 : Divorce à la sicilienne (it) (Divorzio alla siciliana)
- 1965 : La Violence du désir (Scandali nudi)
- 1965 : La guerra dei topless
- 1966 : Giorno caldo al Paradiso Show
- 1968 : American Secret Service

### Comme scénariste
- 1949 : Monaca santa de Guido Brignone
- 1952 : Repentir (it) (Pentimento)
- 1954 : La Madone des roses (it) (Madonna delle rose)
- 1955 : Milanesi a Napoli (it)
- 1956 : Prisonnière du destin (it) (Incatenata dal destino)
- 1961 : Parlez-moi d'amour (Che femmina!! e... che dollari!) de Giorgio Simonelli
- 1961 : Rocco e le sorelle de Giorgio Simonelli
- 1962 : Nerone '71 de Filippo Walter Ratti
- 1963 : Divorce à la sicilienne (it) (Divorzio alla siciliana)
- 1965 : La Violence du désir (Scandali nudi)

### Comme producteur
- 1949 : Le due madonne (it) (avec Giorgio Simonelli)
- 1951 : Destino (it) (avec Domenico Gambino)
- 1955 : Milanesi a Napoli (it)
- 1961 : Pesci d'oro e bikini d'argento de Carlo Veo
- 1961 : Rocco e le sorelle de Giorgio Simonelli
- 1966 : Giorno caldo al Paradiso Show

### Comme acteur
- 1954 : La Pensionnaire (La spiaggia) d'Alberto Lattuada

## Sources
- (it) Emiliano Morreale, Così piangevano : il cinema melò nell'Italia degli anni Cinquanta, Rome, Donzelli, 2011, 327 p. (ISBN 978-88-6036-582-8 et 88-6036-582-1, lire en ligne), p. 113-115.
- (it) Roberto Poppi et Enrico Lancia, Le attrici, Rome, Gremesse, 2003 (ISBN 88-8440-214-X), p. 265.